# Dorothy Thompson
Dorothy Celene Thompson, född 9 juli 1893 i Lancaster, New York, död 30 januari 1961 i Lissabon, var en amerikansk journalist.
Thompson studerade vid Syracuse University, där hon anslöt sig till rörelsen för kvinnlig rösträtt. Efter examen 1914 verkade hon som journalist för New York State Woman Suffrage Association och som föreläsare i Upstate New York. Efter att kvinnlig rösträtt hade införts flyttade hon till Europa för att verka som utrikeskorrespondent, med särskilt intresse för politiska frågor, för amerikanska tidningar. Från 1930-talet och framåt var hon en mycket läst, och ofta kontroversiell, syndikerad journalist inom olika ämnesområden.